# Monarchianismo
Monarchianismo (dal greco μόνος - mónos, "unico" e ἀρχή - arché, "principio") era un movimento teologico cristiano fiorito nel II e III secolo. Alla sua base stava l'unità del concetto di Dio che, di conseguenza, comportava la negazione della Trinità e della natura divina di Cristo.
La parola "Monarchiani" fu usata per la prima volta da Tertulliano come nomignolo per i Patripassiani, ma veniva usata solo raramente dagli antichi. In tempi moderni il significato del termine è stato esteso, ed ora comprende: i Monarchiani modalisti, anche detti Patripassiani o Sabelliani, e i Monarchiani dinamici, o Adozionisti.

## Monarchianismo dinamico
I cristiani professano, come dottrina fondamentale, l'unità (monarchia) di Dio. I patripassiani usarono questo principio per negare la Trinità e, per questa ragione, furono chiamati monarchiani. Ma gli adozionisti o dinamici, non hanno diritto al titolo, perché non sono partiti dalla monarchia di Dio: il loro ragionamento era strettamente cristologico. Il loro antico nome era teodoziani poiché il fondatore della setta fu un conciatore di pelli di Bisanzio chiamato Teodoto. Questi giunse a Roma sotto papa Vittore I (circa 190-200). Egli insegnava (Philosophumena, VII, XXXV) che Gesù era semplicemente un uomo (psilos anthropos) nato da una vergine, che visse come gli altri uomini, e che era molto pio tanto che, al suo battesimo nel Giordano, il Cristo entrò in lui sotto forma di colomba. Da quel momento fu "adottato" come figlio di Dio. Per questo motivo Gesù non poté fare miracoli (dynameis) finché lo Spirito (che Teodoto chiamò Cristo) non discese su di lui. Essi non ammettevano che questo avvenimento facesse di lui Dio, ma alcuni di loro sostenevano che divenne Dio dopo la sua risurrezione. Si narra che Teodoto fosse stato catturato, insieme ad altri, a Bisanzio perché cristiano e che avesse negato Cristo, mentre i suoi compagni erano stati martirizzati. Dopo questi avvenimenti scappò a Roma, dove inventò l'eresia per giustificare la sua caduta e dove diceva che era solo un uomo e non Dio colui che aveva negato. Papa Vittore lo scomunicò, ed egli radunò una sua setta.
Ippolito di Roma narrava che disputavano sulle Sacre Scritture in forma sillogistica. Ammiravano Euclide, Aristotele, Teofrasto e Galeno. Dovremmo, probabilmente, presumere con Adolf von Harnack che Ippolito avrebbe fatto meno obiezioni se avessero studiato Platone o gli Stoici, e che questi provava antipatia per la loro esegesi puramente letterale che trascurava il senso allegorico. Questa setta emendò anche i testi delle Scritture, ma le loro versioni differivano l'una dall'altra: quella di Esclipedoto era diversa da quella di Teodoto e anche da quella di Ermofilo; addirittura, le copie di Apolloniade non coincidevano neanche l'una con l'altra. Alcuni di loro "negavano la legge ed i Profeti" e, come Marcione rifiutavano l'Antico Testamento. L'unico discepolo del conciatore di cui conosciamo qualcosa di definito è il suo omonimo Teodoto il banchiere (ho trapezites). Egli aggiunse alla dottrina del suo maestro il concetto che Melchisedech era una potenza celestiale: era il salvatore per gli angeli in cielo come Gesù Cristo lo era per gli uomini sulla terra (un concetto che si ritrova anche nella setta frigia dei melchisedechiani). Questo insegnamento si basava chiaramente sulla Lettera agli Ebrei, VII, 3 attribuita a Paolo di Tarso [Ebrei non è più riconosciuta di Paolo anche dalla Chiesa cattolica] e venne confutato a lungo da Epifanio di Salamina nell'Eresia 55, "Melchisedechiani", dopo aver attaccato il pellaio nell'Eresia 54, "Teodoziani". Poiché Epifanio si basava sul perduto "Syntagma contro tutte le eresie" di Ippolito, è probabile che alcuni scritti della setta gli fossero precedenti. Dopo la morte di Papa Vittore, Teodoto il banchiere, ed Esclipedoto progettarono di elevare la loro setta dalla posizione di semplice scuola, come quelle gnostiche, al rango di Chiesa, come quella di Marcione. Essi trovarono credito presso un confessore chiamato Natalio, e lo persuasero ad essere il loro vescovo per un salario di 150 denarii al mese. Natalio divenne così il primo antipapa, ma, dopo che si fu unito a loro, fu frequentemente avvisato da visioni che Dio non voleva che i suoi martiri si disperdessero fuori dalla Chiesa. Egli trascurò le visioni, a causa dell'onore e del guadagno, ma infine fu tormentato per tutta la notte dagli angeli, cosicché la mattina in lacrime e con il capo cosparso di cenere si recò da Papa Zefirino. Qui si gettò ai piedi del clero e del laicato mostrando il suo pentimento e, dopo qualche difficoltà, fu riammesso alla comunione con il papa. Questa storia veniva citata da Eusebio di Cesarea (VI, XXVIII) dal "Piccolo Labirinto" del contemporaneo Ippolito, un'opera composta contro Artemone, un defunto capo della setta (forse circa 225-230), che non aveva menzionato nel Syntagma o nel Philosophumena. L'attuale conoscenza di Artemone, o Artemas, si limita ai riferimenti su di lui fatti alla fine del Concilio di Antiochia contro Paolo di Samosata (circa 266-268). In quell'occasione si disse che quell'eretico era stato discepolo di Artemone; infatti, l'insegnamento di Paolo altro non è se non uno sviluppo più dotto e teologico del Teodozianismo.
La setta probabilmente si estinse alla metà del III secolo. Tutte le conoscenze attualmente conseguite su essa derivano da Ippolito. Il monarchianismo di Fotino di Sirmio sembra essere stato simile a quello dei Teodoziani. Tutte le speculazioni sull'origine delle teorie di Teodoto sono pura fantasia. In ogni caso non era connesso con gli ebioniti. Anche gli alogi, a volte, venivano classificati come monarchiani. Richard Adebert Lipsius, nel Zur Quellenkritik des Epiphanius (Vienna, 1865), suppose che, in virtù del loro rifiuto del Logos, fossero anche Filantropisti ed Epifanio, infatti, chiamava Teodoto "brandello degli alogi"; ma questa è solamente una supposizione non derivata da Ippolito. Come fatto certo, Epifanio assicurava (Haereses 51) che la cristologia degli alogi (ovvero di Gaio e del suo partito) era ortodossa.

## Monarchianismo modale
I Monarchiani propriamente detti (modalisti) esasperavano l'unicità del Padre e del Figlio così da farne una sola Persona; in questo modo, le Persone della Trinità erano semplici energie o modi di apparire della Divinità: Dio Padre apparve sulla terra come Figlio; per questa ragione, ai loro oppositori sembrava che i monarchiani facessero patire e soffrire il Padre. Ad occidente furono chiamati Patripassiani, mentre ad oriente Sabelliani. Il primo di loro a visitare Roma, probabilmente, fu Prassea, che poco prima del 206-208 era attivo a Cartagine; tuttavia, questi non era, apparentemente, un eresiarca perché gli argomenti confutati, in seguito, da Tertulliano nell’Adversus Praxean erano, indubbiamente, propri dei monarchiani romani.

### Storia
La dottrina modalista fu, probabilmente, elaborata da Noeto (da cui Noeziani), vescovo di Smirne (Epifanio, per un errore, sosteneva provenisse da Efeso). Secondo alcuni autori, tuttavia, il fondatore di questa setta fu Prassea, che fu oggetto di una feroce campagna denigratoria architettata da Tertulliano in quanto antimontanista. In ogni caso, Noeto scelse per sé il nome di Mosè e per suo fratello quello di Aronne. Quando venne accusato di insegnare che il Padre patì sulla croce, egli negò, ma, dopo che ebbe trovato alcuni discepoli, fu nuovamente interrogato, ed espulso dalla Chiesa (Assemblea di Smirne del 200). Morì poco dopo senza ricevere sepoltura cristiana. Ippolito lo sbeffeggiava sostenendo che fosse un seguace di Eraclito poiché, in ossequio alla teoria dell'unione degli opposti, sosteneva che Dio è sia visibile che invisibile. Dopo la sua morte, giunsero a Roma sia Prassea che il suo discepolo Epigono. Essi furono ben accolti prima da Papa Vittore I e quindi da Papa Zefirino poiché i modalisti erano strenui oppositori dei montanisti, ma tale accoglienza fu funestata dalle ire di Tertulliano, simpatizzante di quel movimento, a cui avrebbe, in seguito (207), aderito. Epigono non venne menzionato nel Syntagma di Ippolito, che fu scritto prima del 205. Tale omissione potrebbe dipendere da due fattori: non era ben conosciuto in città, oppure ancora non era arrivato. In seguito, secondo Ippolito (Philosophumena, IX, 7), Cleomene, un seguace di Epigono, fu autorizzato da Papa Zefirino, che in cambio ricevette del denaro, a fondare una scuola che fiorì con la sua approvazione e con quella di Papa Callisto I. Forte di questa testimonianza, Hagemann sosteneva che si dovrebbe concludere che Cleomene non fosse affatto un noeziano, ma un oppositore ortodosso della teologia errata di Ippolito. Lo stesso scrittore fornì anche ragioni più ingegnose ed interessanti (sebbene non proprio convincenti) per identificare Prassea con Callisto: egli tentò di dimostrare che i monarchiani attaccati da Tertulliano nel Contra Praxean e da Ippolito nel Philosophumena seguivano identici dogmi, che non erano necessariamente eretici; negava che Tertulliano volesse intendere che Prassea venisse da Cartagine, e spiegava che l'anonimo refutatore di Prassea non era Tertulliano, ma Ippolito stesso. È vero che è facile immaginare che Tertulliano ed Ippolito avessero travisato le idee dei loro oppositori, ma non può essere provato che Cleomene non era un seguace dell'eretico Noeto, e che Sabellio non si formò alla sua scuola.
Sabellio divenne presto il leader dei monarchiani di Roma, forse anche prima della morte di Zefirino (circa 218). Epifanio affermava che Sabellio avesse sviluppato le sue idee leggendo il Vangelo greco degli Egiziani; i frammenti di quell'apocrifo suffragano l'ipotesi. Ippolito sperava di convertire Sabellio alle sue idee, ma fallì e attribuì il suo fallimento all'influenza di Callisto. Comunque, il papa scomunica Sabellio intorno al 220 ("temendomi", affermava Ippolito). Ippolito accusava ora Callisto di inventare una nuova eresia combinando le idee di Teodoto con quelle di Sabellio. Sabellio, probabilmente, era ancora a Roma quando Ippolito scrisse il Philosophumena (tra il 230 ed il 235). Delle sue vicende antecedenti e successive, nulla è conosciuto. San Basilio Magno ed altri lo dicevano libico di Pentapolis, ma questa affermazione sembra influenzata dal fatto che San Dionisio di Alessandria, intorno al 260, trovasse Pentapolis piena di Sabelliani. Sabellio (o almeno i suoi seguaci) amplificarono notevolmente il noezianismo originale. Nonostante le sue idee fossero condannate da un Sinodo tenutosi a Roma nel 262, il Sabellianismo sopravvisse fino al IV secolo. Marcello d'Ancyra sviluppò un proprio monarchianismo, che fu ulteriormente sviluppato dal suo discepolo Fotino. Priscilliano era un monarchiano estremo, così come Commodiano (Carmen Apologeticum, 89, 277, 771). Peter Corssen ed Ernst  von Dobschütz attribuirono i "Prologhi Monarchiani" ai Vangeli, trovati nei più antichi manoscritti della Vulgata, ad un autore romano dei tempi di Callisto, ma, quasi certamente, essi erano opera di Priscilliano. Eusebio (H. E., VI 33) riportava, vagamente, che Berillo, vescovo di Bostra, insegnasse che il Salvatore non aveva una sua distinta preesistenza prima dell'Incarnazione, e non aveva una Divinità propria, ma che la Divinità del Padre si era riversata in Lui. Nel 244, Origene Adamantio si recò in Arabia Petrea per confutare le sue tesi convincendolo dell'errore. I particolari della disputa erano noti ad Eusebio. Non è chiaro se Berillo fosse un modalista o un dinamista, era comunque molto radicale. Le correnti monarchiane organizzate, comunque, si estinsero prima del V secolo a causa delle varie scomuniche che la Chiesa aveva emesso nei loro confronti, ad opera di Papa Callisto I e di vari Concili tenutisi nel corso del IV secolo.

### Teologia
La teologia trinitaria e la cristologia degli autori ortodossi preniceni erano molto insoddisfacenti. Il semplice insegnamento della tradizione veniva spiegato con idee filosofiche che tendevano contemporaneamente sia a renderla oscura sia a chiarirla. Si parlava così spesso della distinzione del Figlio dal Padre, che il Figlio sembrò avere funzioni sue proprie, diverse da quelle del Padre, così da essere un Dio derivato e secondario. L'unità della Divinità era comunemente riferita ad una unità originaria. Si sosteneva che Dio, nell'eternità, era solo con il Verbo, uno con Lui (come la Ragione, in vulca cordis, logos endiathetos), prima che il Verbo fosse proferito (ex ore Patris, logos prophorikos), o fosse generato e divenisse il Figlio. Solo gli Alessandrini insistevano sulla generazione del Figlio dall'eternità; ma così l'Unità di Dio era anche meno manifesta. I teologi potevano, così, insegnare espressamente la tradizionale Unità nella Trinità, ma ciò difficilmente coincideva con il Platonismo della loro filosofia: essi stavano difendendo la dottrina del Logos a svantaggio delle due dottrine fondamentali del Cristianesimo, l'Unità di Dio e la Divinità di Cristo. Sembrarono dividere l'Unità della Divinità in due o anche tre, e fare di Gesù Cristo qualcosa di inferiore al supremo Dio Padre. Questo è vero per i principali oppositori dei monarchiani, Tertulliano, Ippolito, e Novaziano. Il monarchianismo era la protesta contro questo dotto filosofare che, alla semplicità del fedele, sembrava troppo una mitologia o un emanazionismo gnostico. I monarchiani dichiaravano enfaticamente che Dio è uno, completamente e perfettamente uno, e che Gesù Cristo è Dio, completamente e perfettamente Dio. Mentre è facile capire perché personaggi come Tertulliano ed Ippolito si opponessero a questo tipo di teologia (la loro protesta era contro il platonismo ereditato da san Giustino e dagli Apologisti), è ugualmente comprensibile che i guardiani della Fede avessero dato, in un primo tempo, il benvenuto al ritorno dei monarchiani alla semplicità della Fede, "ne videantur deos dicere, neque rursum negare salvatoris deitatem" ("non sembra stiano asserendo due Dei o, d'altra parte, negando la Divinità del Salvatore." - Origene, "Su Tito" frag. II). Tertulliano nel confutarli ammetteva che gli ignoranti erano contro di lui: non potevano capire la parola magica oikonomia, con la quale pensava di aver chiarito la situazione. Essi dichiaravano che insegnava di due o tre Dei, e piangevano Monarchiam tenemus. Per questi motivi Callisto rimproverò Ippolito, e non senza ragione, per l'insegnamento dei due Dei.
Già San Giustino sapeva di Cristiani che insegnavano l'identità del Padre con il Figlio (Apol., I, 63; Dial., CXXVIII). In Hermas, come in Teodoto, il Figlio e lo Spirito Santo si confondevano. Ma furono Noeto e la sua scuola a negare categoricamente che l'unità della Divinità era compatibile con la distinzione in Persone. Consideravano il Logos un mero nome, o facoltà, o attributo, e fecero del Figlio e dello Spirito Santo semplici aspetti o modi di manifestarsi del Padre, identificando così Cristo con l'unico Dio. "Che danno sto facendo", fu la replica di Noeto ai presbiteri che lo interrogavano, "nel glorificare Cristo? " Loro risposero: "Anche noi, in verità, crediamo in un solo Dio; crediamo in Cristo; sappiamo anche che il Figlio soffrì come soffrì Lui, e anche che morì come morì Lui, e che il terzo giorno resuscitò, ed è alla destra del Padre, e verrà per giudicare i vivi ed i morti; e ciò che abbiamo imparato professiamo" (Ippolito, Contra Noetum, 1). Così loro confutarono Noeto con la tradizione, attraverso il Simbolo degli apostoli. Una volta che il sistema monarchiano fu messo in forma filosofica, si vide che non corrispondeva al vecchio Cristianesimo. Furono messi in ridicolo; agli eretici fu detto che se il Padre ed il Figlio si identificassero realmente, allora nessuna loro obiezione potrebbe prevenire la conclusione che il Padre patì e morì. Ippolito narrava che Papa Zefirino, che dipingeva come un vecchio stolto, dichiarò, sull'esempio di Callisto: "Io conosco un Dio Gesù Cristo, ed oltre a Lui nessuno altro che nacque e che patì"; ma egli aggiunse: "Non il Padre morì, ma il Figlio". Il narratore è un fiero avversario del papa; ma si può capire perché l'anziano pontefice vedeva le semplici asserzioni di Sabellio sotto una luce favorevole. Ippolito dichiarava che Callisto disse che il Padre patì col Figlio, e Tertulliano dice lo stesso dei monarchiani che attaccava. Hagemann pensa che Callisto-Prassea attaccò specialmente la dottrina degli Apologisti, di Ippolito e di Tertulliano che assegnavano attributi come l'imperturbabilità e l'invisibilità al Padre e resero il solo Figlio capace di diventare visibile, attribuendogli la creazione e tutte le operazioni ad extra. È vero che i monarchiani si opposero a questa platonizzazione generale, ma non è chiaro se avessero capito il principio che tutte le opere di Dio ad extra sono comuni alle Tre Persone perché procedenti dalla Natura Divina; sembra, inoltre, che affermassero che Dio come Padre è invisibile ed impassibile, ma diviene visibile e passibile come Figlio. Questa spiegazione li portava curiosamente in linea con i loro avversari. Entrambi i partiti rappresentavano Dio come uno e solo nella Sua eternità. Ambedue resero uno sviluppo susseguente la generazione del Figlio; solamente Tertulliano ed Ippolito datano l'evento prima della creazione, ed i monarchiani forse non prima dell'Incarnazione. Inoltre, la loro identificazione del Padre e del Figlio non era congeniale con una giusta interpretazione dell'Incarnazione. L'insistenza sull'unità di Dio enfatizzò maggiormente la distanza tra Dio e l'uomo. Essi parlavano del Padre come "Spirito" e del Figlio come "carne", ed è poco sorprendente che il simile monarchianismo di Marcello si sia sviluppato nel teodozianismo di Fotino.
Per quanto riguarda le prospettive filosofiche di Sabellio, è quasi impossibile capire la loro genesi. Hagemann riteneva che fosse partito dal sistema stoico come i suoi avversari fecero dal platonico. Harnack forniva ipotesi troppo fantasiose. Di lui si sa solo che sosteneva che il Figlio era il Padre (così riferivano Novaziano, "De. Trin." 12, e Papa Dionisio). Sant'Atanasio di Alessandria narrava come sostenesse che il Padre è il Figlio ed il Figlio è il Padre, una hypostasis e due nomi. Teodoreto di Cirro riportava che parlò di una hypostasis e di tre prosopa; San Basilio Magno affermava che ammetteva volentieri tre prosopa in una hypostasis. La famosa formulazione di Tertulliano diceva, tres personae, una substantia (tre persone, una sostanza), ma Sabellio sembra intendesse "tre maniere o caratteri di una persona". Il Padre è la Monade, della quale il Figlio è un qualche genere di manifestazione: il Padre è, di per sé, silenzioso e inattivo (siopon, hanenerletos); parla, crea e opera come Figlio (Atanasio, 1. c., 11). Ecco nuovamente un parallelo con l'insegnamento degli Apologisti sulla Parola come Ragione e la Parola parlata: solo l'ultima è chiamata Figlio. Sembrerebbe che la differenza tra la dottrina Sabellio e quella dei suoi oppositori consistesse principalmente nel suo insistere sull'unità dell'hypostasis dopo l'emissione della Parola come Figlio. Sul pensiero di Sabellio esistono pochi testi e non consta che lasciò scritti propri. Ad ogni buon conto, egli sosteneva che le tre forme della Divinità corrispondevano ai vari modi in cui si manifestava nelle varie parti del racconto biblico:
- il Padre che crea il mondo nell'Antico Testamento;
- il Figlio che si incarna come descritto nei Vangeli;
- lo Spirito Santo che nella Pentecoste illumina gli Apostoli.

Questa coesistenza di tre nomi in un'unica persona veniva spiegata da Sabellio con l'esempio del sole: esso è composto di luce, calore e influsso astrologico, tre attributi non separabili perché parte di un'unica entità. Come conseguenza di questo ragionamento, anche Sabellio traeva conclusioni patripassiane: il Padre, in realtà, si era incarnato, aveva vissuto e patito la Passione.
Il monarchianismo fu combattuto sia da Origene che da Dionisio di Alessandria. Nel IV secolo gli ariani ed i semi-ariani si dichiaravano molto preoccupati da quest'eresia. I Padri del IV secolo (come, ad esempio, San Gregorio di Nissa, Contra Sabellium, ed. Angelo Mai) si scontrarono con una forma di monarchianismo più sviluppata di quello nota ad Ippolito (Contra Noetum e Philosophumena) e, attraverso di lui, ad Epifanio: il completamento della creazione consiste nel ritorno del Logos dall'umanità di Cristo al Padre, cosicché l'unità originaria della Natura Divina è, dopo tutto, stata temporaneamente compromessa, e solo alla fine sarà ripristinata.